# Lipotes vexillifer
Il lipote, noto anche come delfino dello Yangtze (Lipotes vexillifer Miller, 1918) o baiji (, in cinese: 白鱀豚S, báijìtúnP), è una specie di delfino di acqua dolce che popolava le acque del Fiume Azzurro in Cina, dichiarato estinto nel 2006.
Nel 2007, un videoamatore cinese avrebbe ripreso un grande animale bianco che nuotava sullo Yangtze. Per quanto l'animale fosse stato inizialmente identificato come un Lipote, la presenza di un solo esemplare (o pochi), in particolare di età avanzata, non è sufficiente a salvare una specie funzionalmente estinta da una estinzione definitiva. L'ultimo Lipote conosciuto è stato Qiqi (淇淇), morto nel 2002. Il WWF spinge per la protezione di tutti i possibili habitat del Lipote, nell'eventualità che altri esemplari vengano scoperti e la specie possa essere reintrodotta.
È l'unica specie del genere Lipotes e della famiglia Lipotidae.

## Morfologia

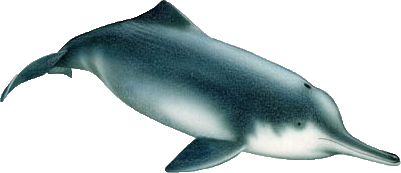
L. vexillifer

Ha un corpo tozzo delle dimensioni di un uomo. Come altri delfini di fiume possiede occhi molto piccoli e un rostro lungo e stretto. A distanza, il colore della livrea appariva bianco o grigio, ma da vicino è grigio-bluastro scuro sul dorso per sfumare al bianco-grigiastro sul ventre. La pinna dorsale, di forma triangolare, è bassa, mentre quelle pettorali sono larghe e talvolta arrotondate.

## Biologia
È più attivo dal crepuscolo all'alba. Chi ha avuto la fortuna di incontrarlo riferisce di aver avvistato esemplari solitari o in gruppi al massimo di 6 individui alla confluenza dei fiumi, soprattutto in prossimità di bassi sbarramenti di sabbia. La specie è tranquilla, riservata e difficile da avvicinare. In condizioni di riposo il soffio può essere avvertito come una sorta di squillante starnuto, ed è difficile da distinguere da quello della neofocena, l'unico altro cetaceo che vive nell'areale del lipote. I cetacei avvistati nel Fiume Azzurro molto spesso sono infatti neofocene, più numerose e più facili da vedere e da avvicinare.

## Conservazione

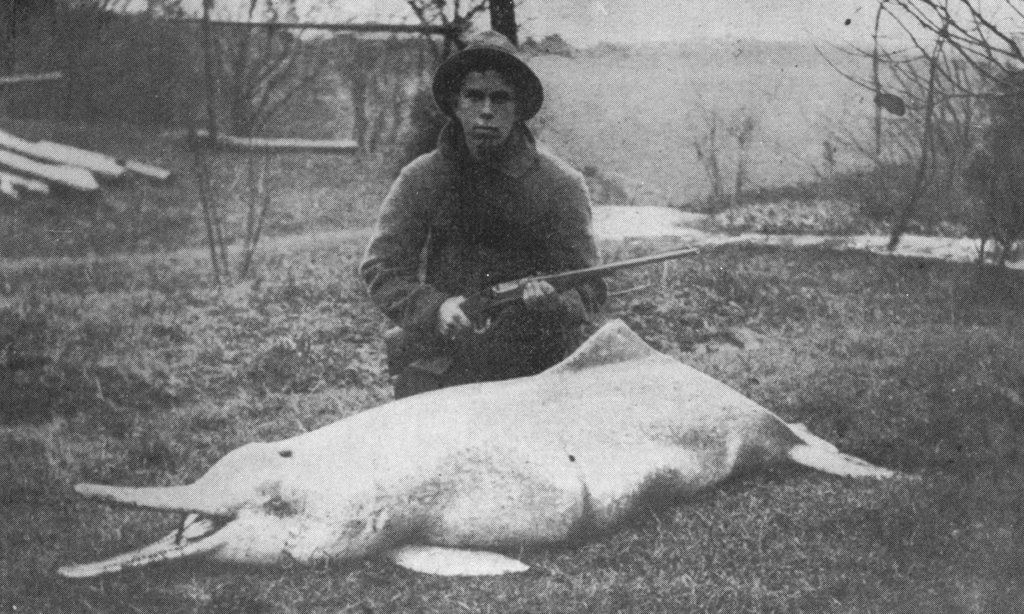
Lipote ucciso dal naturalista Charles M. Hoy nel 1914

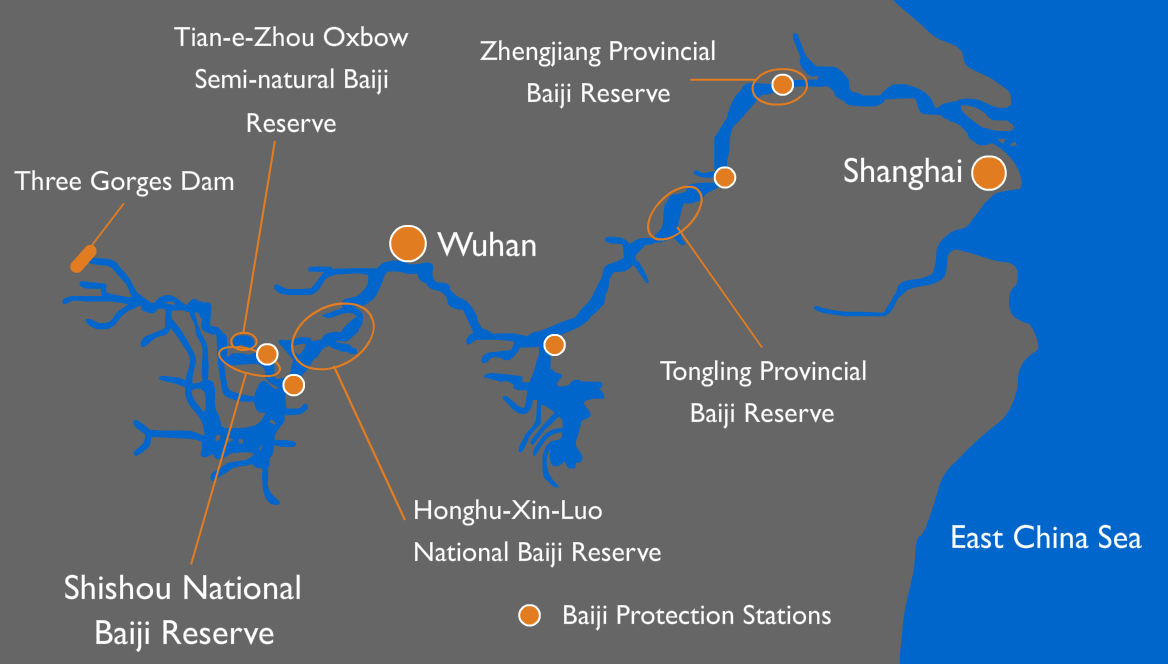
Sforzi di conservazione del baiji nelle acque del Fiume Azzurro

Negli anni '50, la popolazione stimata era di circa 6000 individui, ma declinò rapidamente nei cinquant'anni successivi, con una popolazione ridotta a poche centinaia di individui negli anni '70. La popolazione si ridusse ulteriormente a 400 individui negli anni 80, quindi a 13 nel 1997. L'ultimo baiji avvistato con certezza risale al 2004, sebbene sia stato segnalato un ulteriore avvistamento nel 2007 da dei ricercatori. È considerata una specie a rischio critico di estinzione dal Governo statunitense secondo l'Endangered Species Act, infatti le autorità cinesi hanno dichiarato che ne sono rimasti poco più di 1.000 esemplari, e che la causa del declino è irreversibile. Le autorità intanto, come riferisce l'Ats, hanno fatto sapere di aver progettato la costruzione di siti dove spostare gli animali e farli vivere in un ambiente più sano e adatto per loro. Inoltre è prevista per i prossimi tre-cinque anni la costruzione di un nuovo centro di riproduzione artificiale.
Per la IUCN, secondo il criterio C2a, ci sono molto meno di 250 individui maturi, mentre secondo il criterio D, c'erano certamente meno di 50 individui e questo fa rientrare la specie nella categoria "specie in pericolo critico".

### Cause del declino
La World Conservation Union (IUCN) ha individuato i seguenti fattori come causa del declino della specie: un periodo di intensa caccia da parte dell'uomo durante il cosiddetto Grande Balzo in avanti, la cattura accidentale nelle reti da pesca, la pratica illegale della pesca elettrica, gli impatti con le imbarcazioni, la distruzione dell'habitat, e l'inquinamento. Ulteriori studi hanno evidenziato che una mancanza di informazioni sulla distribuzione storica e l'ecologia del baiji, l'impatto ambientale della costruzione della Diga delle Tre Gole nell'habitat dell'animale, e il fallimento delle relative leggi volte a proteggere la specie ne abbiano ulteriormente facilitato il declino.
Durante il grande balzo in avanti, quando venne meno la venerazione tradizionale del baiji, fu cacciato per la sua carne e la sua pelle, e divenne rapidamente raro.
Con lo sviluppo economico della Cina, la pressione sul delfino di fiume è aumentata in modo significativo. I rifiuti industriali e residenziali confluivano nello Yangtze. Il letto del fiume è stato dragato e rinforzato con cemento in molti punti. Il traffico navale si è moltiplicato, le barche sono cresciute di dimensioni ed i pescatori hanno utilizzato reti più larghe e letali. L'inquinamento acustico ha fatto scontrare l'animale quasi cieco con le eliche. Gli stock di prede del delfino sono diminuiti drasticamente alla fine del XX secolo, con alcune popolazioni ittiche che sono scese a un millesimo dei loro livelli preindustriali.
Una serie di cause guidate dall'uomo (ad esempio collisioni di barche, costruzione di dighe) che minacciano anche i cetacei d'acqua dolce in altri sistemi fluviali, sono state implicate nel declino della popolazione di baiji. Tuttavia, il fattore principale è stato probabilmente l'insostenibile attività della pesca locale, che utilizza ami rotanti, rete da posta e la pesca elettrica; analogamente le catture accessorie costituiscono la principale causa di mortalità in molte popolazioni di piccoli cetacei a livello mondiale. Sebbene siano disponibili relativamente pochi dati sulla mortalità dei baiji, almeno la metà di tutti i decessi di baiji noti negli anni '70 e '80 sono stati causati da ami rotanti e altri attrezzi da pesca e l'elettropesca ha rappresentato il 40% dei decessi di baiji registrati durante gli anni '90. A differenza della maggior parte delle estinzioni di epoca storica di animali di grossa taglia, il baiji non è stato vittima di persecuzioni attive ma di mortalità accidentale derivante da impatti ambientali umani su vasta scala, principalmente a causa della pesca incontrollata.
La sua estinzione riflette semplicemente l'ultima fase del progressivo deterioramento ecologico della regione dello Yangtze. Negli anni '70 e '80, circa la metà delle morti di baiji è stata attribuita all'impigliamento in attrezzi da pesca e reti. All'inizio degli anni 2000, la pesca elettrica era considerata "la minaccia diretta più importante e immediata alla sopravvivenza del baiji". Sebbene fuorilegge, questa tecnica di pesca è ampiamente e illegalmente praticata in tutta la Cina. La costruzione della Diga delle Tre Gole ridusse ulteriormente l'habitat del delfino e favorì un aumento del traffico navale; si pensava che questi lo rendessero estinto in natura.
Ci sono alcuni scienziati che hanno scoperto che l'inquinamento ha portato a malattie emergenti causate da infezioni parassitarie nella popolazione Baiji. La dipendenza del Baiji dagli ambienti acquatici potrebbe aver provocato l'interazione con i rischi di agenti patogeni sia terrestri che marini. Poiché il Baiji ha una distribuzione endemica limitata nel fiume Yangtze, l'ambiente di acqua dolce può avere un livello di agenti patogeni più elevato rispetto alle acque marine (sebbene debbano ancora essere condotti studi ambientali sistematici). I patogeni in queste acque potrebbero portare a infezioni virali che possono sfociare in epizoozie, che negli ultimi vent'anni hanno causato la morte di migliaia di mammiferi marini. Ci sono stati anche individui catturati/uccisi che hanno avuto infestazioni da elminti nello stomaco, il che porta gli scienziati a credere che le infezioni parassitarie potrebbero essere un'altra causa di declino tra i Baiji.
È stato notato, tuttavia, che l'area geografica in declino in cui sono stati individuati i baiji non è collegata alla perdita di popolazione di baiji. Un modello fornito dalle comunità di pescatori dello Yangtze mostra che la popolazione baiji non era collegata dall'area geografica o dalla frammentazione della posizione, poiché i baiji effettuano movimenti a lungo termine e periodici per diversi anni. I movimenti del baiji lasciarono la specie inalterata dalla diminuzione dell'area geografica.

### Ricerche
| Anno      | Area esplorata      | N. di km esplorati | N. di baiji avvistati | N. di baiji stimato |
| --------- | ------------------- | ------------------ | --------------------- | ------------------- |
| 1979      | Wuhan-Chenglingji   | 230                | 19                    | –                   |
| 1979      | Nanjing-Taiyangzhou | 170                | 10                    | –                   |
| 1979–1981 | Nanjing-Guichi      | 250                | 3–6 groups            | 400                 |
| 1978–1985 | Yichang-Nantong     | 1600               | >20 groups            | 156                 |
| 1985–1986 | Yichang-Jiangyin    | 1510               | 42 groups             | 300                 |
| 1979–1986 | Fujiangsha-Hukou    | 630                | 78–79                 | 100*                |
| 1987–1990 | Yichang-Shanghai    | 1669               | 108                   | 200                 |
| 1989–1991 | Hukou-Zhenjian      | 500                | 29                    | 120                 |
| 1991–1996 | Xinchang-Wuhan      | 413                | 42                    | < 10                |